# Campuchia tại Đại hội Thể thao Đông Nam Á 2023
Campuchia là chủ nhà Đại hội Thể thao Đông Nam Á 2023 (SEA Games 32) diễn ra từ ngày 5 tháng 5 đến ngày 17 tháng 5 năm 2023.

## Tóm tắt huy chương

### Huy chương theo môn thể thao
| Huy chương theo môn thể thao | Huy chương theo môn thể thao | Huy chương theo môn thể thao | Huy chương theo môn thể thao | Huy chương theo môn thể thao | Huy chương theo môn thể thao |
| Môn thể thao                 | 1                            | 2                            | 3                            | Tổng số                      | Hạng                         |
| ---------------------------- | ---------------------------- | ---------------------------- | ---------------------------- | ---------------------------- | ---------------------------- |
| Kun Khmer                    | 14                           | 3                            | 2                            | 19                           | 1                            |
| Vovinam                      | 10                           | 8                            | 9                            | 27                           | 1                            |
| Kun bokator                  | 8                            | 8                            | 3                            | 19                           | 1                            |
| Cầu mây                      | 4                            | 1                            | 8                            | 13                           | 2                            |
| Jujitsu                      | 3                            | 5                            | 1                            | 9                            | 2                            |
| Các môn phối hợp             | 2                            | 1                            | 0                            | 3                            | 2                            |
| Thể thao điện tử             | 2                            | 1                            | 0                            | 3                            | 1                            |
| Cricket                      | 2                            | 0                            | 0                            | 2                            | 1                            |
| Ouk chaktrang                | 1                            | 4                            | 1                            | 6                            | 3                            |
| Karate                       | 1                            | 3                            | 6                            | 10                           | 6                            |
| Wushu                        | 1                            | 3                            | 3                            | 7                            | 6                            |
| Điền kinh                    | 1                            | 0                            | 0                            | 1                            | 4                            |
| Bi sắt                       | 0                            | 5                            | 3                            | 7                            | 5                            |
| Quyền Anh                    | 0                            | 2                            | 5                            | 7                            | 4                            |
| Xe đạp                       | 0                            | 1                            | 1                            | 2                            | 5                            |
| Bóng chuyền                  | 0                            | 1                            | 0                            | 1                            | 2                            |
| Cờ tướng                     | 0                            | 0                            | 3                            | 3                            | 4                            |
| Quần vợt                     | 0                            | 0                            | 2                            | 2                            | 5                            |
| Đấu kiếm                     | 0                            | 0                            | 2                            | 1                            | 6                            |
| Vượt chướng ngại vật         | 0                            | 0                            | 1                            | 1                            | 4                            |
| Khúc côn cầu                 | 0                            | 0                            | 1                            | 1                            | 5                            |
| Cử tạ                        | 0                            | 0                            | 1                            | 1                            | 6                            |
| Tổng                         | 81                           | 74                           | 127                          | 282                          | 4                            |

### Huy chương theo ngày
| Huy chương theo ngày | Huy chương theo ngày | Huy chương theo ngày | Huy chương theo ngày | Huy chương theo ngày | Huy chương theo ngày | Huy chương theo ngày |
| Thứ                  | Ngày                 | 1                    | 2                    | 3                    | Tổng số              |                      |
| -------------------- | -------------------- | -------------------- | -------------------- | -------------------- | -------------------- | -------------------- |
| -1                   | 4 tháng 5            | 5                    | 4                    | 0                    | 9                    |                      |
|                      | 5 tháng 5            | Opening ceremony     | Opening ceremony     | Opening ceremony     | Opening ceremony     |                      |
| 1                    | 6 tháng 5            | 14                   | 7                    | 11                   | 32                   |                      |
| 2                    | 7 tháng 5            | 10                   | 10                   | 16                   | 36                   |                      |
| 3                    | 8 tháng 5            | 8                    | 10                   | 8                    | 26                   |                      |
| 4                    | 9 tháng 5            | 2                    | 8                    | 12                   | 22                   |                      |
| 5                    | 10 tháng 5           | 8                    | 2                    | 4                    | 14                   |                      |
| 6                    | 11 tháng 5           | 9                    | 3                    | 6                    | 18                   |                      |
| 7                    | 12 tháng 5           | 2                    | 3                    | 6                    | 11                   |                      |
| 8                    | 13 tháng 5           | 1                    | 6                    | 16                   | 23                   |                      |
| 9                    | 14 tháng 5           | 6                    | 8                    | 21                   | 35                   |                      |
| 10                   | 15 tháng 5           | 6                    | 7                    | 12                   | 25                   |                      |
| 11                   | 16 tháng 5           | 10                   | 6                    | 8                    | 24                   |                      |
| Tổng                 | Tổng                 | 81                   | 74                   | 127                  | 282                  |                      |

## Kết quả

### Cờ Ouk Chaktrang

#### Nam
| Vận động viên | Nội dung          | Vòng bảng     | Vòng bảng     | Vòng bảng     | Vòng bảng     | Vòng bảng     | Vòng bảng | Bán kết       | Chung kết     | Chung kết |
| Vận động viên | Nội dung          | Đối thủ Tỷ số | Đối thủ Tỷ số | Đối thủ Tỷ số | Đối thủ Tỷ số | Đối thủ Tỷ số | Hạng      | Đối thủ Tỷ số | Đối thủ Tỷ số | Hạng      |
| ------------- | ----------------- | ------------- | ------------- | ------------- | ------------- | ------------- | --------- | ------------- | ------------- | --------- |
|               | Đơn cờ nhanh      |               |               |               |               |               |           |               |               |           |
|               |                   |               |               |               |               |               |           |               |               |           |
|               | Đơn cờ tiêu chuẩn |               |               |               |               |               |           |               |               |           |
|               |                   |               |               |               |               |               |           |               |               |           |

### Điền kinh

#### Nam
| Vận động viên | Nội dung | Vòng loại | Vòng loại | Chung kết | Chung kết |
| Vận động viên | Nội dung | Kết quả   | Hạng      | Kết quả   | Hạng      |
| ------------- | -------- | --------- | --------- | --------- | --------- |
|               |          |           |           |           |           |
|               |          |           |           |           |           |
|               |          |           |           |           |           |
|               |          |           |           |           |           |
|               |          |           |           |           |           |
|               |          |           |           |           |           |
|               |          |           |           |           |           |
|               |          |           |           |           |           |
|               |          |           |           |           |           |
|               |          |           |           |           |           |
|               |          |           |           |           |           |
|               |          |           |           |           |           |
|               |          |           |           |           |           |
|               |          |           |           |           |           |
|               |          |           |           |           |           |

#### Nữ
|  |  |  |  |  |  |  |  |
|  |  |  |  |  |  |  |  |
|  |  |  |  |  |  |  |  |
|  |  |  |  |  |  |  |  |
|  |  |  |  |  |  |  |  |
|  |  |  |  |  |  |  |  |
|  |  |  |  |  |  |  |  |
|  |  |  |  |  |  |  |  |
|  |  |  |  |  |  |  |  |
|  |  |  |  |  |  |  |  |
|  |  |  |  |  |  |  |  |
|  |  |  |  |  |  |  |  |
|  |  |  |  |  |  |  |  |

#### Hỗn hợp
|  |  |  |  |

### Cầu lông

#### Nam
| Vận động viên | Nội dung | Vòng loại      | Bán kết        | Chung kết      | Chung kết |
| Vận động viên | Nội dung | Đối thủKết quả | Đối thủKết quả | Đối thủKết quả | Hạng      |
| ------------- | -------- | -------------- | -------------- | -------------- | --------- |
|               |          |                |                |                |           |

#### Nữ
|  |  |  |  |

### Karate

#### Kumite
| Vận động viên | Nội dung | Vòng 1/16       | Vòng 1/8        | Bán kết         | Chung kết / Repechage | Chung kết / Repechage |
| Vận động viên | Nội dung | Đối thủ Kết quả | Đối thủ Kết quả | Đối thủ Kết quả | Đối thủ Kết quả       | Hạng                  |
| ------------- | -------- | --------------- | --------------- | --------------- | --------------------- | --------------------- |
| Nam           |          |                 |                 |                 |                       |                       |
|               |          |                 |                 |                 |                       |                       |
|               |          |                 |                 |                 |                       |                       |
|               |          |                 |                 |                 |                       |                       |
|               |          |                 |                 |                 |                       |                       |
|               |          |                 |                 |                 |                       |                       |
| Nữ            |          |                 |                 |                 |                       |                       |
|               |          |                 |                 |                 |                       |                       |
|               |          |                 |                 |                 |                       |                       |
|               |          |                 |                 |                 |                       |                       |
|               |          |                 |                 |                 |                       |                       |
|               |          |                 |                 |                 |                       |                       |

#### Kata
| Athlete | Event | Vòng 1          | Vòng 1          | Chung kết / Tranh hạng ba | Chung kết / Tranh hạng ba |
| Athlete | Event | Đối thủ Kết quả | Đối thủ Kết quả | Đối thủ Kết quả           | Hạng                      |
| ------- | ----- | --------------- | --------------- | ------------------------- | ------------------------- |
| Nam     |       |                 |                 |                           |                           |
|         |       |                 |                 |                           |                           |
|         |       |                 |                 |                           |                           |
| Nữ      |       |                 |                 |                           |                           |
|         |       |                 |                 |                           |                           |
|         |       |                 |                 |                           |                           |

### Bơi lội

#### Nam
| Vận động viên | Nội dung | Vòng loại | Vòng loại | Chung kết | Chung kết |
| Vận động viên | Nội dung | Kết quả   | Hạng      | Kết quả   | Hạng      |
| ------------- | -------- | --------- | --------- | --------- | --------- |
|               |          |           |           |           |           |
|               |          |           |           |           |           |
|               |          |           |           |           |           |
|               |          |           |           |           |           |
|               |          |           |           |           |           |
|               |          |           |           |           |           |
|               |          |           |           |           |           |
|               |          |           |           |           |           |
|               |          |           |           |           |           |
|               |          |           |           |           |           |
|               |          |           |           |           |           |
|               |          |           |           |           |           |
|               |          |           |           |           |           |
|               |          |           |           |           |           |
|               |          |           |           |           |           |
|               |          |           |           |           |           |
|               |          |           |           |           |           |
|               |          |           |           |           |           |
|               |          |           |           |           |           |
|               |          |           |           |           |           |
|               |          |           |           |           |           |
|               |          |           |           |           |           |
|               |          |           |           |           |           |
|               |          |           |           |           |           |
|               |          |           |           |           |           |
|               |          |           |           |           |           |
|               |          |           |           |           |           |
|               |          |           |           |           |           |
|               |          |           |           |           |           |
|               |          |           |           |           |           |
|               |          |           |           |           |           |
|               |          |           |           |           |           |
|               |          |           |           |           |           |

#### Nữ
| Vận động viên | Nội dung | Vòng loại | Vòng loại | Chung kết | Chung kết |
| Vận động viên | Nội dung | Kết quả   | Hạng      | Kết quả   | Hạng      |
| ------------- | -------- | --------- | --------- | --------- | --------- |
|               |          |           |           |           |           |
|               |          |           |           |           |           |
|               |          |           |           |           |           |
|               |          |           |           |           |           |
|               |          |           |           |           |           |
|               |          |           |           |           |           |
|               |          |           |           |           |           |
|               |          |           |           |           |           |
|               |          |           |           |           |           |
|               |          |           |           |           |           |
|               |          |           |           |           |           |
|               |          |           |           |           |           |
|               |          |           |           |           |           |
|               |          |           |           |           |           |
|               |          |           |           |           |           |
|               |          |           |           |           |           |
|               |          |           |           |           |           |
|               |          |           |           |           |           |

### Boxing
| Vận động viên | Nội dung | Vòng loại | Bán kết | Chung kết | Hạng |
| ------------- | -------- | --------- | ------- | --------- | ---- |
|               |          |           |         |           |      |
|               |          |           |         |           |      |
|               |          |           |         |           |      |
|               |          |           |         |           |      |
|               |          |           |         |           |      |
|               |          |           |         |           |      |
|               |          |           |         |           |      |
|               |          |           |         |           |      |
|               |          |           |         |           |      |
|               |          |           |         |           |      |